# Breña Baja
Breña Baja is een gemeente op het eiland La Palma, in de Spaanse provincie Santa Cruz de Tenerife en in de regio Canarische Eilanden. De oppervlakte bedraagt 14 km². Breña Baja telt 5.377 inwoners (1 januari 2016).
Breña Baja wordt begrensd door: Breña Alta in het noorden, de Atlantische Oceaan in het oosten, Villa de Mazo in het zuiden en El Paso in het westen. De gemeente bestaat uit verschillende bewoningskernen (barrios). De belangrijkste in bevolkingsaantal zijn San Antonio en San José. In San José staat een 16de-eeuws kerkje dat als monument beschermd is. Aan zee ligt Los Cancajos, waar toerisme (hotels, vakantiehuisjes) de voornaamste economische activiteit is. In het noordoosten ligt El Fuerte, waar zich een grote legerkazerne bevindt. Voorts zijn er nog: El Socorro, La Polvacera, Las Ledas en ten slotte La Montaña, dat zich uitstrekt op de flanken van het vulkanisch gebied (tevens beschermd natuurpark) van de Cumbre Vieja. Het vliegveld van La Palma ligt gedeeltelijk op het grondgebied van Breña Baja (zuidoostelijke hoek van de gemeente), maar de luchthaventerminal bevindt zich op het grondgebied van de aangrenzende gemeente Villa de Mazo.

## Demografische ontwikkeling
Bron: INE, 1857-2011: volkstellingen

## Fotogalerij

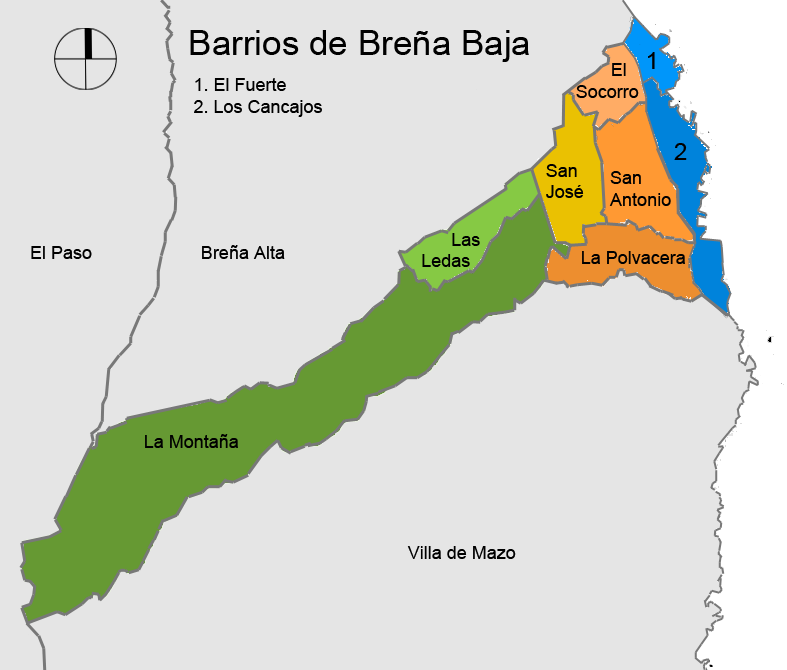
Indeling van het grondgebied
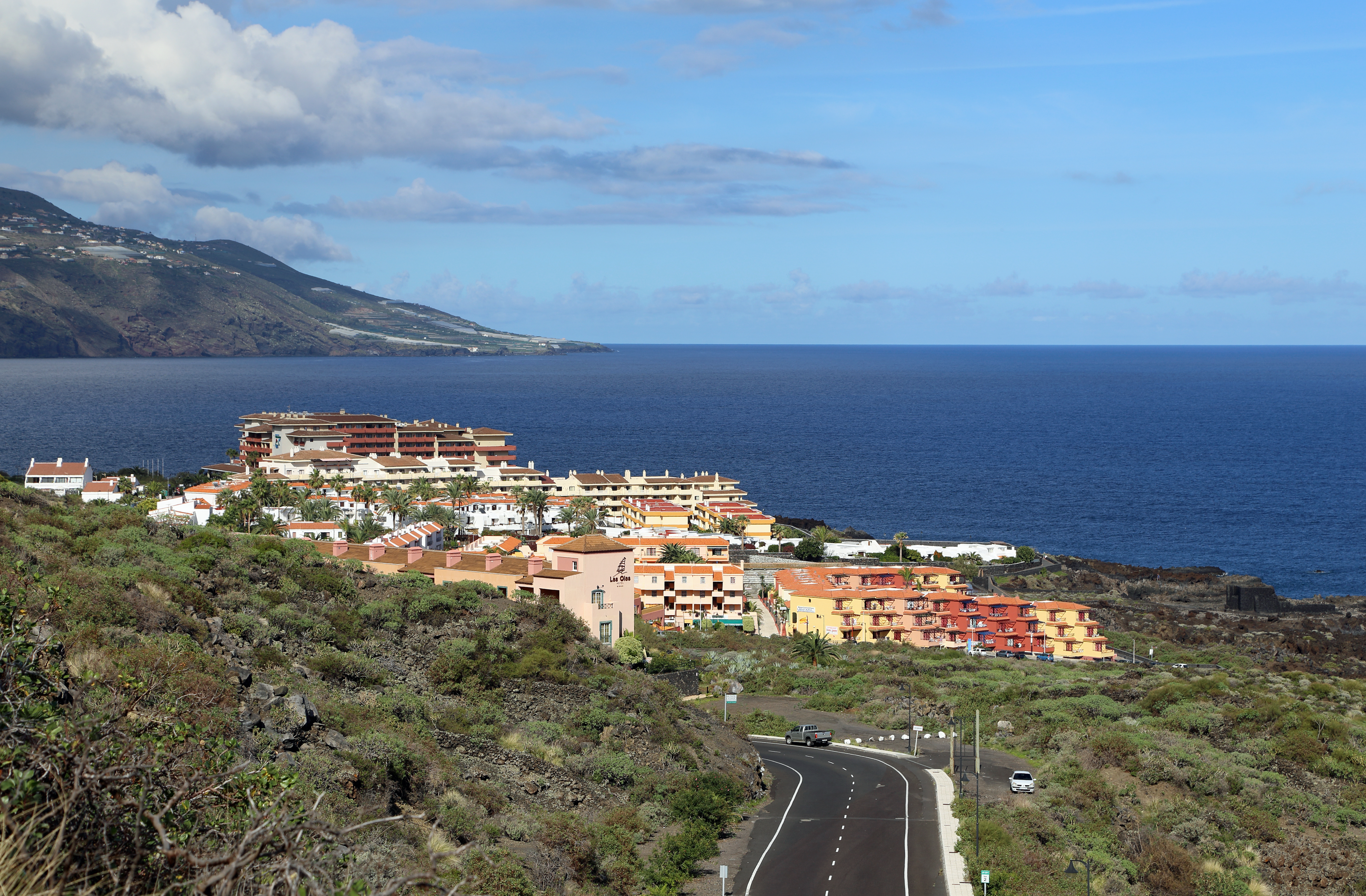
Los Cancajos
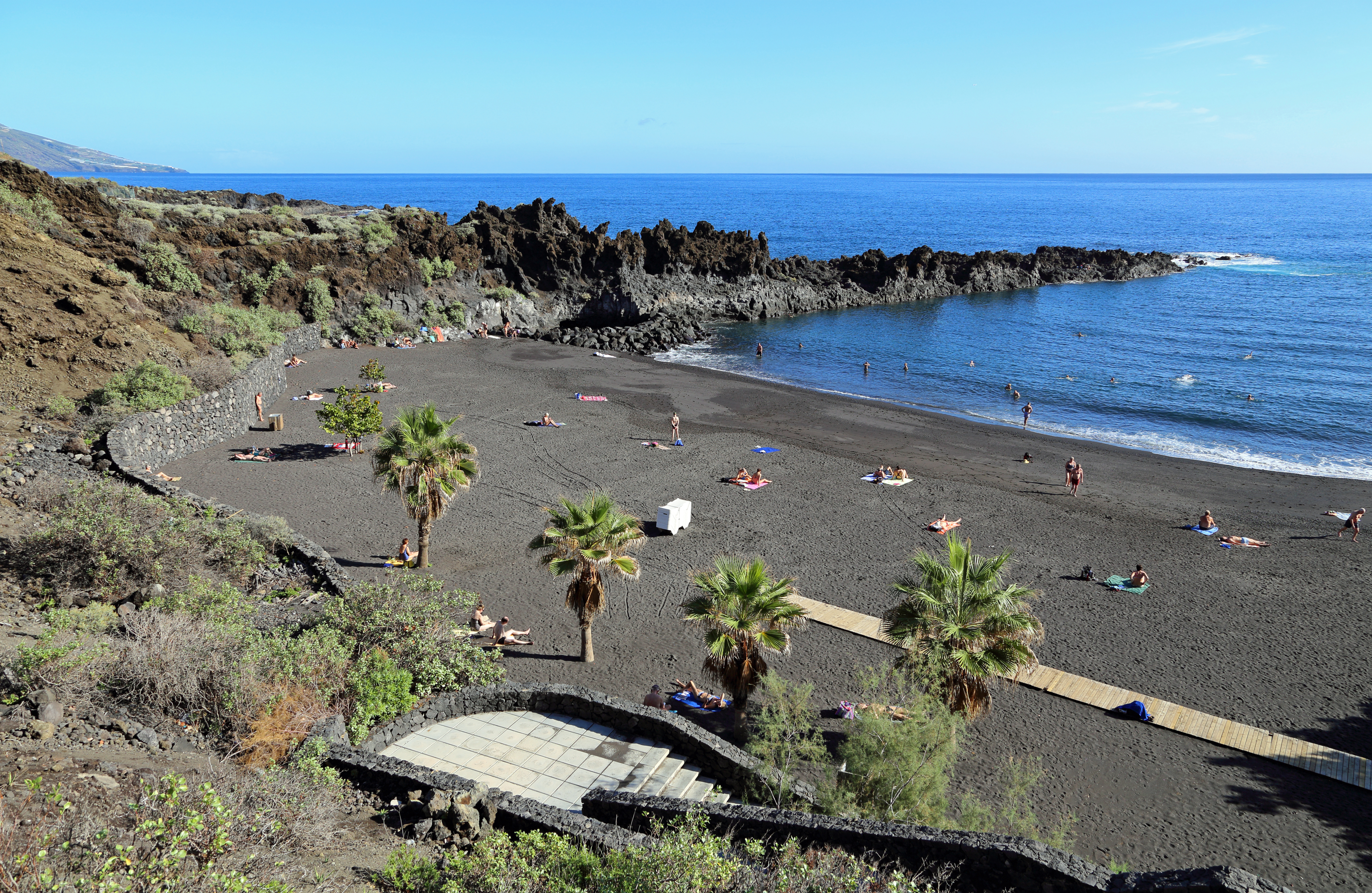
Strand van Los Cancajos
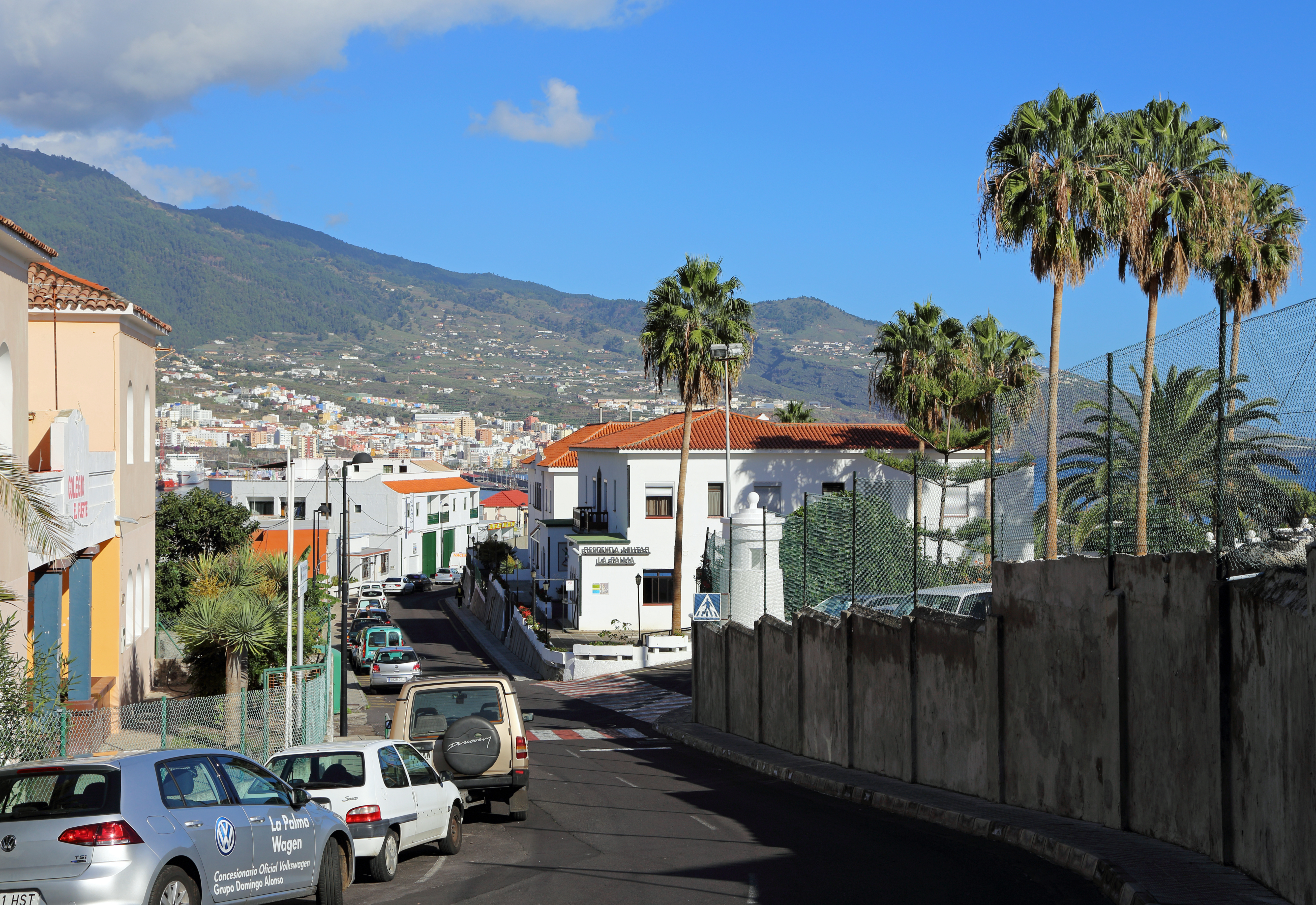
El Fuerte
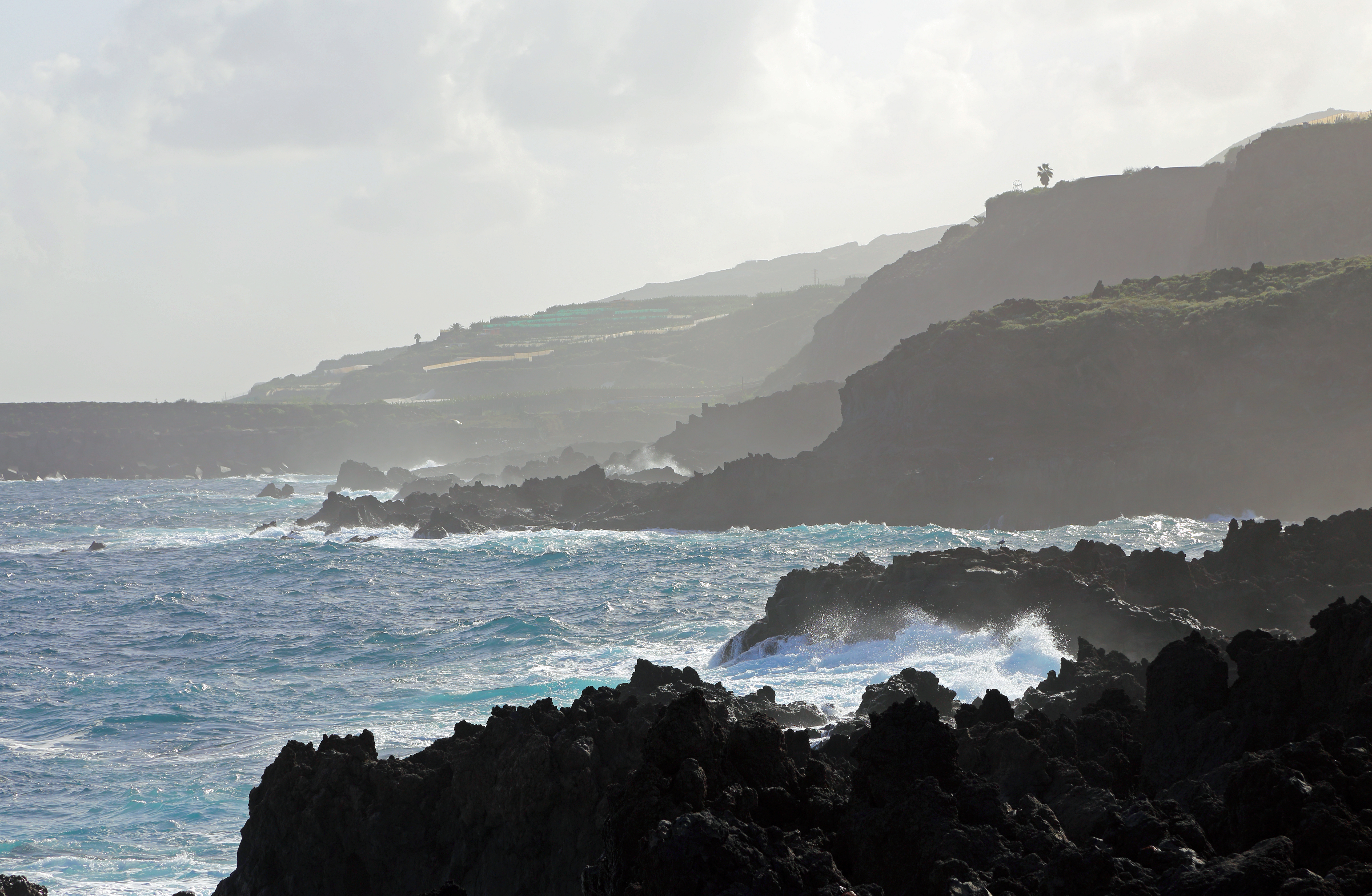
De kust bestaat uit gestolde lava van vroegere vulkaanuitbarstingen
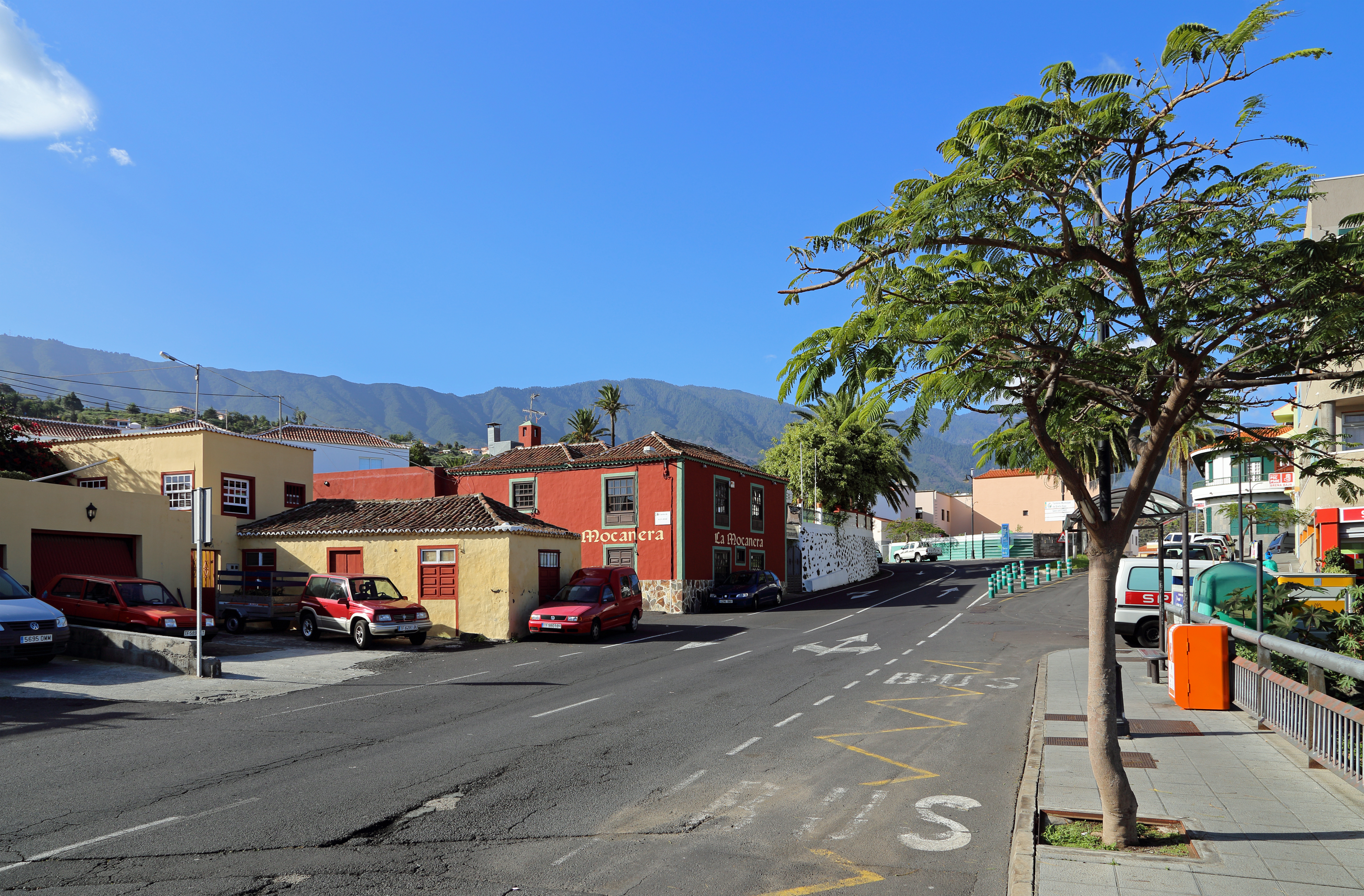
San Antonio
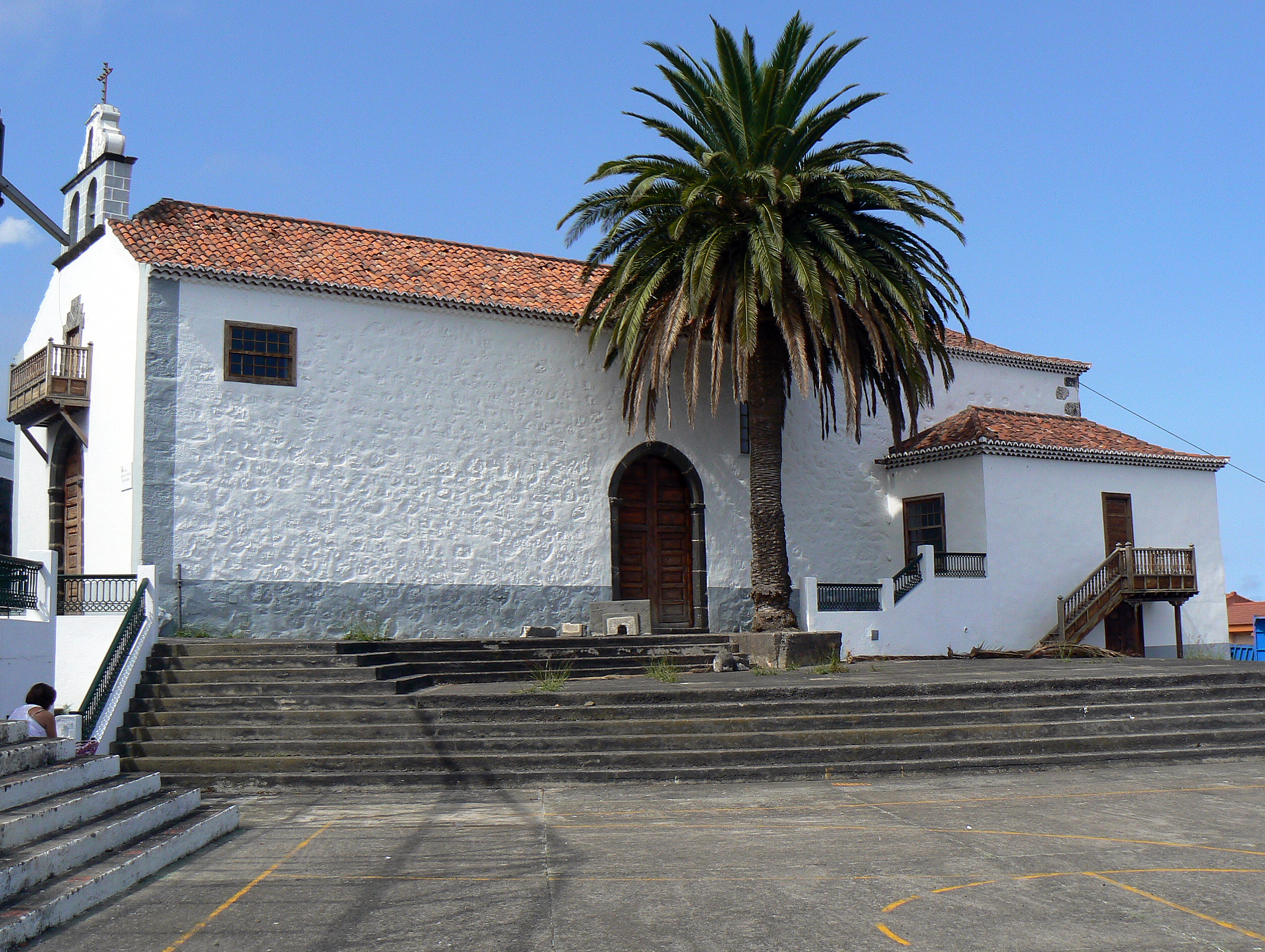
Kerk van San José
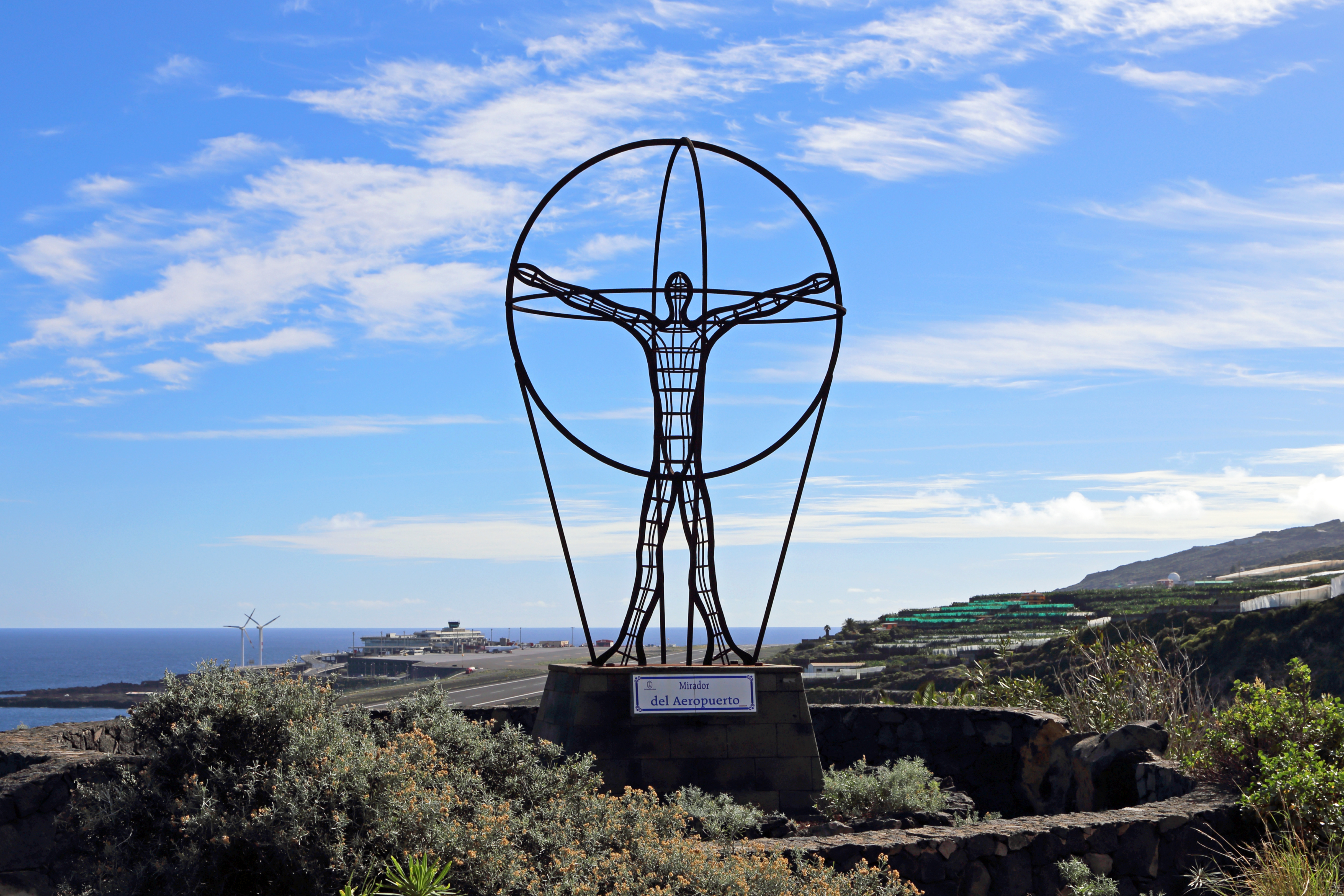
Uitkijkpunt boven de luchthaven

Barlovento · Breña Alta · Breña Baja · Fuencaliente de La Palma · Garafía · Los Llanos de Aridane · El Paso · Puntagorda · Puntallana · San Andrés y Sauces · Santa Cruz de La Palma · Tazacorte · Tijarafe · Villa de Mazo